# Campeonato Europeu de Halterofilismo de 1992
O Campeonato Europeu de Halterofilismo de 1992 foi a 71ª edição do campeonato, sendo organizado pela Federação Europeia de Halterofilismo, em Szekszárd, na Hungria, entre 21 a 26 de abril de 1992. Foram disputadas 10 categorias com a presença de 149 halterofilistas de 30 nacionalidades. Também ocorreu a 5ª edição do Campeonato Europeu de Halterofilismo feminino, sendo organizado pela Federação Europeia de Halterofilismo, em Loures Portugal. A edição feminina contou com nove categorias.

## Medalhistas

### Masculino
| Evento                       | Ouro                        | Ouro              | Prata                       | Prata             | Bronze                          | Bronze            |
| Mosca (até 52 kg)            | Mosca (até 52 kg)           | Mosca (até 52 kg) | Mosca (até 52 kg)           | Mosca (até 52 kg) | Mosca (até 52 kg)               | Mosca (até 52 kg) |
| ---------------------------- | --------------------------- | ----------------- | --------------------------- | ----------------- | ------------------------------- | ----------------- |
| Arranque                     | Traian Cihărean · Roménia   | 117,5 kg          | Sevdalin Minchev · Bulgária | 115,0 kg          | Halil Mutlu · Turquia           | 110,0 kg          |
| Arremesso                    | Sevdalin Minchev · Bulgária | 140,0 kg          | Halil Mutlu · Turquia       | 137,5 kg          | Traian Cihărean · Roménia       | 137,5 kg          |
| Total                        | Sevdalin Minchev · Bulgária | 255,0 kg          | Traian Cihărean · Roménia   | 255,0 kg          | Halil Mutlu · Turquia           | 247,5 kg          |
| Galo (até 56 kg)             |                             |                   |                             |                   |                                 |                   |
| Arranque                     | Jacek Gutowski · Polónia    | 117,5 kg          | Ivan Ivanov · Bulgária      | 117,5 kg          | Albert Nassibullin · CEI        | 117,5 kg          |
| Arremesso                    | Ivan Ivanov · Bulgária      | 155,0 kg          | Albert Nassibullin · CEI    | 155,0 kg          | Aurel Sîrbu · Roménia           | 150,0 kg          |
| Total                        | Ivan Ivanov · Bulgária      | 272,5 kg          | Albert Nassibullin · CEI    | 272,5 kg          | Aurel Sîrbu · Roménia           | 265,0 kg          |
| Pena (até 60 kg)             |                             |                   |                             |                   |                                 |                   |
| Arranque                     | Naim Süleymanoğlu · Turquia | 142,5 kg          | Sergey Lavrenov · CEI       | 140,0 kg          | Nikolay Peshalov · Bulgária     | 137,5 kg          |
| Arremesso                    | Nikolay Peshalov · Bulgária | 175,0 kg          | Naim Süleymanoğlu · Turquia | 170,0 kg          | Marco Spanehl · Alemanha        | 160,0 kg          |
| Total                        | Nikolay Peshalov · Bulgária | 312,5 kg          | Naim Süleymanoğlu · Turquia | 312,5 kg          | Sergey Lavrenov · CEI           | 300,0 kg          |
| Leve (até 67,5 kg)           |                             |                   |                             |                   |                                 |                   |
| Arranque                     | Israel Militosyan · CEI     | 155,0 kg          | Yoto Yotov · Bulgária       | 152,5 kg          | Umar Edelkhanov · CEI           | 147,5 kg          |
| Arremesso                    | Yoto Yotov · Bulgária       | 185,0 kg          | Attila Feri · Roménia       | 182,5 kg          | Israel Militosyan · CEI         | 180,0 kg          |
| Total                        | Yoto Yotov · Bulgária       | 337,5 kg          | Israel Militosyan · CEI     | 335,0 kg          | Umar Edelkhanov · CEI           | 325,0 kg          |
| Médio (até 75 kg)            |                             |                   |                             |                   |                                 |                   |
| Arranque                     | Vladimir Kuznetsov · CEI    | 165,0 kg          | Andrei Socaci · Roménia     | 160,0 kg          | Aleksander Zherebkov · Letônia  | 157,5 kg          |
| Arremesso                    | Andrei Socaci · Roménia     | 190,0 kg          | Vladimir Kuznetsov · CEI    | 190,0 kg          | Oleg Sadikhov · Israel          | 187,5 kg          |
| Total                        | Vladimir Kuznetsov · CEI    | 355,0 kg          | Andrei Socaci · Roménia     | 350,0 kg          | Oleg Sadikhov · Israel          | 342,5 kg          |
| Pesado-ligeiro (até 82,5 kg) |                             |                   |                             |                   |                                 |                   |
| Arranque                     | Ibragim Samadov · CEI       | 165,0 kg          | Krzysztof Siemion · Polónia | 165,0 kg          | Pyrros Dimas · Grécia           | 165,0 kg          |
| Arremesso                    | Ibragim Samadov · CEI       | 205,0 kg          | Krzysztof Siemion · Polónia | 202,5 kg          | Pyrros Dimas · Grécia           | 202,5 kg          |
| Total                        | Ibragim Samadov · CEI       | 370,0 kg          | Krzysztof Siemion · Polónia | 367,5 kg          | Pyrros Dimas · Grécia           | 367,5 kg          |
| Meio-pesado (até 90 kg)      |                             |                   |                             |                   |                                 |                   |
| Arranque                     | Slawomir Zawada · Polónia   | 180,0 kg          | Ivan Chakarov · Bulgária    | 175,0 kg          | Kakhi Kakhiashvili · CEI        | 175,0 kg          |
| Arremesso                    | Kakhi Kakhiashvili · CEI    | 225,0 kg          | Slawomir Zawada · Polónia   | 212,5 kg          | Ivan Chakarov · Bulgária        | 210,0 kg          |
| Total                        | Kakhi Kakhiashvili · CEI    | 400,0 kg          | Slawomir Zawada · Polónia   | 392,5 kg          | Ivan Chakarov · Bulgária        | 385,0 kg          |
| Pesado I (até 100 kg)        |                             |                   |                             |                   |                                 |                   |
| Arranque                     | Timur Taymazov · CEI        | 190,0 kg          | Waldemar Malak · Polónia    | 182,5 kg          | Andrei Denisov · Israel         | 180,0 kg          |
| Arremesso                    | Timur Taymazov · CEI        | 225,0 kg          | Andor Szanyi · Hungria      | 217,5 kg          | Francis Tournefier · França     | 217,5 kg          |
| Total                        | Timur Taymazov · CEI        | 415,0 kg          | Waldemar Malak · Polónia    | 395,0 kg          | Andor Szanyi · Hungria          | 392,5 kg          |
| Pesado II (até 110 kg)       |                             |                   |                             |                   |                                 |                   |
| Arranque                     | Igor Kachurin · CEI         | 197,5 kg          | Yuri Dandik · Israel        | 190,0 kg          | Piotr Banaszak · Polónia        | 180,0 kg          |
| Arremesso                    | Yuri Dandik · Israel        | 217,5 kg          | Igor Kachurin · CEI         | 217,5 kg          | Pavlos Saltsidis · Grécia       | 212,5 kg          |
| Total                        | Igor Kachurin · CEI         | 415,0 kg          | Yuri Dandik · Israel        | 407,5 kg          | Piotr Banaszak · Polónia        | 390,0 kg          |
| Superpesado (+ 110 kg)       |                             |                   |                             |                   |                                 |                   |
| Arranque                     | Kolio Kolev · Bulgária      | 185,0 kg          | Erdinç Arslan · Turquia     | 175,0 kg          | Rickard Nilsson · Suécia        | 170,0 kg          |
| Arremesso                    | Kolio Kolev · Bulgária      | 225,0 kg          | Erdinç Arslan · Turquia     | 220,0 kg          | Jiri Zubricky · Tchecoslováquia | 212,5 kg          |
| Total                        | Kolio Kolev · Bulgária      | 410,0 kg          | Erdinç Arslan · Turquia     | 395,0 kg          | Jiri Zubricky · Tchecoslováquia | 377,5 kg          |

### Feminino
| Evento    | Ouro                             | Ouro     | Prata                          | Prata    | Bronze                            | Bronze   |
| --------- | -------------------------------- | -------- | ------------------------------ | -------- | --------------------------------- | -------- |
| 44 kg     | Csilla Földi · Hungria           | 132,5 kg | Eulália Romão · Portugal       | 127,5 kg | Blanca Fernández García · Espanha | 127,5 kg |
| 48 kg     | Donka Mincheva · Bulgária        | 155,0 kg | María Dolores Sotoca · Espanha | 147,5 kg | Sara Duarte · Portugal            | 132,5 kg |
| 52 kg     | Neli Yankova · Bulgária          | 165,0 kg | Siika Stoeva · Bulgária        | 165,0 kg | Anna Strumbu · Grécia             | 155,0 kg |
| 56 kg     | Zhaneta Gueorguieva · Bulgária   | 177,5 kg | Liubov Petrujina · CEI         | 152,5 kg | Svetlana Adam · CEI               | 150,0 kg |
| 60 kg     | Guergana Kirilova · Bulgária     | 192,5 kg | María Jristoforidu · Grécia    | 190,0 kg | Erzsébet Márkus · Hungria         | 172,5 kg |
| 67,5 kg   | Milena Trendafilova · Bulgária   | 200,0 kg | Jeanette Rose · Reino Unido    | 182,5 kg | María Dolores Martínez · Espanha  | 177,5 kg |
| 75 kg     | Panayota Antonopulu · Grécia     | 207,5 kg | Mária Takács · Hungria         | 202,5 kg | Senka Asenova · Bulgária          | 195,5 kg |
| 82,5 kg   | Karoliina Leppäluoto · Finlândia | 202,5 kg | Monique Riesterer · Alemanha   | 200,0 kg | Mary Line · França                | 200,0 kg |
| + 82,5 kg | Liubov Grygurko · CEI            | 217,5 kg | Erika Takács · Hungria         | 215,0 kg | Soňa Vašíčková · Tchecoslováquia  | 190,0 kg |

## Quadro de medalhas
Quadro de medalhas no total combinado
| Ordem | País        | Medalha de ouro | Medalha de prata | Medalha de bronze | Total |
| ----- | ----------- | --------------- | ---------------- | ----------------- | ----- |
| 1     | Bulgária    | 10              | 1                | 2                 | 13    |
| 2     | CEI         | 6               | 3                | 3                 | 12    |
| 3     | Hungria     | 1               | 2                | 2                 | 5     |
| 4     | Grécia      | 1               | 1                | 2                 | 4     |
| 5     | Finlândia   | 1               | 0                | 0                 | 1     |
| 6     | Polónia     | 0               | 3                | 1                 | 4     |
| 7     | Roménia     | 0               | 2                | 1                 | 3     |
| 7     | Turquia     | 0               | 2                | 1                 | 3     |
| 9     | Espanha     | 0               | 1                | 2                 | 3     |
| 10    | Israel      | 0               | 1                | 1                 | 2     |
| 10    | Portugal    | 0               | 1                | 1                 | 2     |
| 12    | Alemanha    | 0               | 1                | 0                 | 1     |
| 12    | Reino Unido | 0               | 1                | 0                 | 1     |
| 14    | Chéquia     | 0               | 0                | 2                 | 2     |
| 15    | França      | 0               | 0                | 1                 | 1     |
| Total | Total       | 19              | 19               | 19                | 57    |